# 「七月十六上凱道、公平正義救台灣」遊行
「七月十六上凱道、公平正義救台灣」遊行，又稱716大遊行、716凱道大遊行。是於2023年7月16日於中華民國臺北市中正區凱達格蘭大道上舉行的集會遊行，該遊行主要目的為訴求居住正義與司法正義。此次活動由「館長」陳之漢與前第九屆立法院立法委員黃國昌所舉辦，而中華民國第16屆總統候選人柯文哲與侯友宜及企業家郭台銘皆出席。

## 遊行起因
2023年5月4日深夜，成吉思汗健身俱樂部「館長」陳之漢在直播中透露，因不滿蔡英文政府對於權貴司法及高房價問題的消極不作為，將在凱道上舉辦有關「司法正義」及「居住正義」的集會遊行，並邀請前第九屆立法委員黃國昌等人，隨後也在臉書粉絲專頁發文再次公布。5月5日，黃國昌也在個人的臉書粉絲專頁上發文表示同意共同舉辦此次集會遊行。

## 集會訴求
遊行的理念訴求分為兩大部分，九個訴求：

#### 司法正義
司法正義共有五大訴求：
- 杜絕權貴司法、嚴懲不法關說。
- 嚴懲黑金槍毒詐、強化犯罪偵查能量。
- 打破黑箱假釋、重大犯罪提高假釋門檻。
- 增訂棄保潛逃罪、修改外役監條例。
- 制定吹哨者保護法與妨害司法公正罪[9]。

#### 居住正義
居住正義共有四大訴求：
- 開徵中央囤屋稅、引導空屋出租使用。
- 採行社宅輪候制、監督政府積極推動。
- 推動租屋透明化、可設籍、抵稅、領租補。
- 改革區徵與重劃、必須供給平價住宅[11][12]。

## 事前準備

### 志工招募
6月30日晚間，館長陳之漢及黃國昌兩人皆在個人的社群平台發出了志工招募的資訊。7月1日晚間，兩人皆在社群平台上表示志工招募已滿，並感謝大家的支持。
據黃國昌貼文表示，此次活動志工招募共超過350人。

### 發送邀請函
此次活動廣泛發送邀請函，邀請各主要政黨的總統參選人與立法院各黨團及總統蔡英文參與活動。

#### 柯文哲
7月3日，館長陳之漢與黃國昌至台灣民眾黨黨部遞送邀請函，總統參選人柯文哲親自出面接受並答應參加遊行，且下令黨公職皆以「個人名義」參加此次遊行。

#### 侯友宜
7月3日，館長陳之漢與黃國昌至中國國民黨總統參選人侯友宜的競選辦公室遞送邀請函，由競選辦公室的副執行長謝政達出面代為出面接受邀請並承諾侯友宜會參與此次遊行。

#### 郭台銘
7月5日，館長陳之漢在個人臉書粉絲專頁發文表示，鴻海科技集團創辦人、現為永齡教育慈善基金會董事長郭台銘確定出席此次遊行。

#### 賴清德
7月3日，館長陳之漢與黃國昌至民主進步黨中央黨部遞送邀請函，由副秘書長楊懿珊及發言人張志豪代為出面接下邀請函，並表示賴清德會視時間評估是否參與此次遊行。最後賴清德本人及民主進步黨黨公職皆未出席參加。

#### 蔡英文
6月26日，館長陳之漢與黃國昌在凱達格蘭大道召開記者會，除公布此次遊行的主視覺以外，也前往總統府遞送邀請函公開邀請總統蔡英文參加此次遊行，同時在總統府正門外發表談話，但後遭臺北市政府警察局中正第一分局舉牌表明違反《集會遊行法》後解散。

### 募款
7月3日晚間八點，館長陳之漢及黃國昌兩人皆在個人的社群平台發起募資活動，發起後72分鐘，就達到募款兩百萬的目標，主辦單位也隨即將募款活動關閉，並表示謝謝捐款民眾的支持。
據黃國昌Facebook貼文說明，此次募款活動共募得2,085,989元，活動支出2,135,008元，不足的差額49,019元會由他個人補足。

### 安保
在7月16日当日游行开始前，有網友声称将“炸死”活动参与者，并称是要清除台灣的低端人口和社会负担。在接到民众报警后，北市中正一分局出動防爆犬進行搜索，未尋獲任何可疑爆裂物及危險物品，市刑大科偵隊也針对此事行追查。

## 活動過程

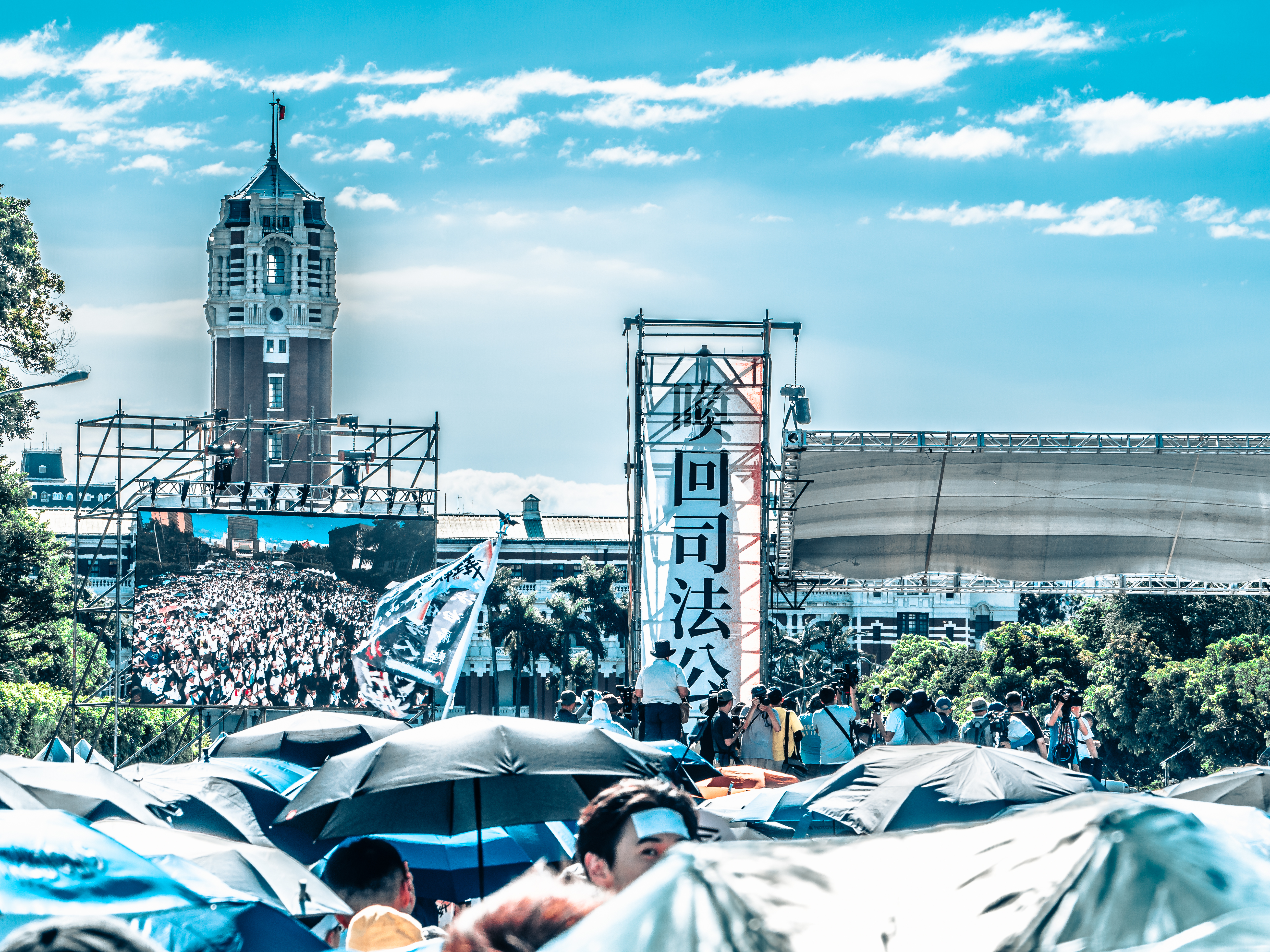
公平正義救台灣遊行

### 登臺順序

#### 上半場：議題夥伴發聲
- 音樂表演：HonJ 李宏杰——《狗官》、《破政府》
- OURs都市改革組織秘書長彭揚凱
- 崔媽媽基金會執行長呂秉怡。（被以「居住正義夥伴」介紹上臺）
- 台灣維新召集人蘇煥智、祕書長曾煥程（被以「議題夥伴」介紹上臺）
- im.B吸金案自救會發言人林家輝（敗家達人阿輝輝）
- 召集人 黃國昌
- 召集人 陳之漢

#### 下半場：總統參選人暨立院各黨團簽署承諾書
- 永齡基金會郭台銘
- 台灣民眾黨立法院黨團
- 音樂表演：Mooni樂團——《讓高牆倒下吧》、《當我們身而為人》
- 中國國民黨總統候選人侯友宜及立法院黨團。國民黨自願合併總統候選人與黨團時間
- 時代力量立法院黨團
- 台灣民眾黨總統候選人柯文哲
- 召集人 黃國昌
- 召集人 陳之漢

## 後續行動
- 2023年9月21日，黃國昌與陳之漢前往行政院和立法院外召開「執政已經七年半 民進黨別再擺爛」及「國會新會期 716承諾別忘記」兩場記者會，表達司法改革及居住正義的訴求，要求政院及立院具體回應716訴求，儘速推動相關改革。[33]
- 2024年12月27日，立法院三讀通過「公益揭弊者保護法」[34]。
- 2025年5月13日，立法院三讀通過「中華民國刑法」修正案，增訂「棄保潛逃罪」與「妨害司法公正罪」[35]。
- 2025年5月8日，陳之漢在其直播中批評，2019年民進黨一群立委天天跟他說，台灣要靠他保護，請求他幫助蔡英文連任總統；結果民進黨背棄司法改革及居住正義的承諾，他與黃國昌發動716大遊行要求民進黨履行承諾，卻被抹紅罵成「中共同路人」。

## 評價

### 正面評價
時任中華民國副總統、總統參選人賴清德表示，人民有權利表達執政不滿，要傾聽凱道上的聲音，「不以人廢言，也不因為他們人數的多寡，政府都要採納。」但，賴清德說「不以人廢言」，引發爭議，其原意含有「瞧不起人」之意。
馬英九文教基金會执行长蕭旭岑表示，來台參訪的中国大陆学生在观看相关新闻后均表示「感受到台灣特殊的活力及民主」。

### 負面評價
民主進步黨發言人張志豪表示，柯文哲、侯友宜、郭台銘等人的出席讓遊行淪為政治秀場。
学者范世平表示，这场游行「談居住正義是假、反民進黨是真」，批评侯友宜没有资格谈居住正义，「我覺得這場遊行是荒謬到底，但是還是有很多人覺得不在乎，我覺得這是台灣民主政治一個相當悲哀的地方」。
民眾黨主席柯文哲回應，王婉諭在上台罵黃國昌「實在是有夠白目」。王婉諭回應柯是沒有在聽，還是聽不懂。最後，柯文哲改口稱是因為那天他在後台聽到王婉諭一直被噓，而一旁有人在說「這是黃國昌的場子，她開什麼地圖炮」，使得他誤以為王是在罵黃國昌，這是訊息傳遞的認知錯誤。

## 爭議

### 遊行活動期間爭議
遊行期間，有一名女性舉著拿出柯文哲「歧視女性言論」手牌。不僅遭到參與遊行者騷擾，館長在直播時公布該女子照片並宣稱她受民進黨指使。但該女子受訪時表示她僅希望不要再有女性受到厭女言論羞辱。
遊行過程，按照順序分別由郭台銘、侯友宜、王婉諭、柯文哲上台演說。侯友宜帶領藍營眾立委參選人及議員上台，高喊下架執政黨。但台下群眾不滿侯友宜「在野監督不周」，比出倒讚喊出噓聲。
時代力量黨主席王婉諭在遊行中發言批評國民黨、民進黨，在她批評民眾黨時引起台下群眾不滿而產生噓聲，另外她並沒有批評黃國昌。

### 遊行活動後續爭議
7月16日晚間，三立新聞台主播馬郁雯在個人臉書發文表示，黃國昌在遊行尾聲時在台上公開稱三立新聞台為「綠媒」，導致她與攝影記者在現場遭到遊行民眾謾罵，甚至在連線試音時遭到部分民眾上前搗亂；痛批黃國昌，「現在是誰在踐踏新闻自由，不就是黃國昌本人嗎？」。
716大游行两天后的7月18日，陳之漢发文表示自己經營十年的Facebook粉專無預警消失，并质疑此事有国家机器介入或被執政黨支持者大量檢舉。19日粉專恢复，同日行政院副院長鄭文燦受访时對於是否有國家機器介入時表示「這是典型假消息」。

### 民進黨全代會爭議
遊行期間，有部分遊行民眾因天氣炎熱而中暑，而當日同為民主進步黨全國黨員代表大會，此次全代會在臺北市圓山大飯店內舉辦。途中有記者向穿著民進黨競選外套的蔡英文发问「妳會不會熱？」，蔡英文則回答記者「冷氣還不錯」，而此番話也引起部分政治人物批評。前國民黨副秘書長羅智強批評蔡英文此話為「晉惠帝式的笑話」。國民黨總統參選人侯友宜競辦發言人黃子哲也在臉書發文表示，蔡英文以一句「冷氣還不錯」，再度激起民眾滿腹的憤怒，為「火上澆油」做了最完美的詮釋，莫非是「凱道汗水臭，圓山凍死骨」的奇景？政治評論家郭正亮也表示，蔡英文這番話「讓他難以理解」。

## 分析
尽管外界多將这场活动描述為「民眾黨的主場」，但国民党立法委员王鴻薇分析认为，透过这场活动，侯友宜与郭台銘可以跟年輕選民進行對話，「只有加分，不會扣分」。学者鈕則勳认为，侯郭出席，一來可以爭奪主場、二來可進一步接觸年輕人、三來又可以藉此提出相關政策，「至少有可能不會被邊緣化」；而賴清德選擇不出席该活动，對未來的選情有相當的風險。
《信傳媒》在遊行時進行隨機抽樣調查並進行訪問，推估與會者約80%為男性、近半數為民眾黨支持者，且受訪者大多對政府居住政策不滿。
前立法委员沈富雄分析认为，此次活动反映出目前选情为“綠的4成對上非綠的5成5”，「因為現在柯文哲的民調已經不低了，這沒辦法棄保，侯、柯這兩個人加起來對賴清德威脅性是最大的」。
國民黨文化傳播委員會副主任委員林家興表示，遊行人數相當的多，且多數人是年輕人，這代表他們對民進黨七年來的治理感到非常憤怒；主辦單位希望大家穿白色衣服到場，「就是年輕世代站出來」。